# 岸田健作
岸田 健作（きしだ けんさく、1978年11月8日 - ）は、日本のアーティスト、俳優、タレント。東京都足立区出身。

## 来歴
東京都立江北高等学校卒業。身長171cm。血液型はO型。実家はケーキ屋であり、得意料理はショートケーキ。
1997年3月にクラブで踊っているところをスカウトされ、『森田一義アワー 笑っていいとも!』（フジテレビ）の10代目いいとも青年隊として、小笠原秀春と共にWith Tとして、2000年3月まで活動。
その後『笑っていいとも!』の月曜レギュラーとなる他、『ロンドンハーツ』（テレビ朝日）、『BACK UP!』（フジテレビ）などレギュラーとなりバラエティ番組を中心に活動。更に俳優としてテレビドラマ『お水の花道』、『スタアの恋』（いずれもフジテレビ）などに出演し、役者としての活動も広げていった。
過去にインストラクター経験もある特技のヒップホップダンスを活かし2002年、お笑い芸人のゴリ（ガレッジセール）がブレイクダンスで世界一とされる全韓国大会に出場するため、体操オリンピック選手の池谷幸雄、PaniCrewの植木豪、HIPHOPダンサーの岸田、新体操インターハイ選手の山田千鶴率いるダンスクルー、「ユンソナ」を結成し決勝進出する。この時の監督は、日本人で初めてブレイクダンス世界大会優勝を果たしたTHE SPARTANIC ROCKERSの宮田健男である。
現在は「Kensaku Kishida」という名義で、Vo.&Performerとしてミュージシャン活動を展開（他 バンド「Ash Berry」(ヴォーカル)、和楽器パフォーマンスユニット「SAMURAI V」(ヴォーカル&パフォーマー)）。
2023年、台湾にてミュージシャンとして自身初の海外公演デビュー(「SAMURAI V」)を果たす。

### 芸能界一時期引退～ホームレス生活～現在
「芸能人なのに芸がない」と自己嫌悪に陥った時期があり、同時期当時のマネージャーが他界、更に母親が重病で入院し実家のケーキ屋が倒産と重なる不幸の末、芸能界を一時期引退し、その後、1か月ほどホームレス生活をする。
2011年11月全国公開映画『COOL BLUE』で主演をはたし本格的に芸能活動を再開した。2012年4月、自身のホームレス経験を記した書籍『昨日、ホームレスになった。/岸田健作』（宝島社刊）を発売。
以降『爆報! THE フライデー』（TBSテレビ）『くだまき八兵衛X』（テレビ東京）『仕事ハッケン伝』（NHK総合）と立て続けにバラエティ番組にも出演しタレントとして芸能界復帰。現在ミュージシャン活動を軸に俳優・タレント活動中。

### アーティスト活動
2009年12月からミクスチャーロックバンド「Atomic Seven」のヴォーカルとして、自ら作詞作曲を手掛け音楽活動をしていたが、2010年5月に活動休止。
2011年1月にヴィジュアル系ロックバンド「Kensaku Kishida en V」を新たに発足。後にバンド名をRoViNに改名し活動。
2014年3月に旧友であり、前年10月に事故死した桜塚やっくんがヴォーカルを務めていたバンド「美女♂men Z」のメンバーと桜塚やっくんのメモリアルバンドとして「Rovimen Z」を結成。
2015年5月1日にバンド「Ash Berry」を新たに発足。ヴォーカルとして活動。
2018年8月19日に和風パフォーマンスボーカルユニット「天空乱舞」にゲストVo.として参加。その後加入。
2020年12月17日にソロプロジェクト「Kensaku Kishida」始動。
2023年10月14日に三味線Vo.神井大治と三味線と和のパフォーマンスを取り入れたボーカルユニット「SAMURAI V」を結成。自身初の海外公演でデビューLIVEを行う。

## その他
デザイン/アパレル
過去にアパレルのデザイン・アートディレクターとしても活動していた。。
やっくんの桜の木プロジェクト
2014年8月、桜塚やっくんの事故現場付近に桜の木を植えるプロジェクト「やっくんの桜の木プロジェクト」を設立。2016年3月、美祢市の美祢さくら公園に「やっくんの桜の木」と命名されたソメイヨシノが植樹された。

## 経歴・出演(タレント)

### テレビ番組
- 森田一義アワー 笑っていいとも!（フジテレビ、1997年3月31日 - 2000年3月31日・2000年10月 - 2003年3月）- 当初はWith Tとして10代目いいとも青年隊を担当。後に月曜日レギュラーとして出演初初
- ロンドンハーツ（テレビ朝日）準レギュラー（初期）
- 三宅裕司のドシロウト(日本テレビ)
- BACK-UP!（フジテレビ、2001年-2002年）
- 中居正広のボク生きII（フジテレビ、1998年 - 1999年）準レギュラー
- SMAP×SMAP（フジテレビ）
- 所さんの日本ジツワ銀行（日本テレビ）
- 爆報! THE フライデー（TBSテレビ）2012年
- 情報バラエティ「岸田健作とゆくぷらっと散歩道、J:COM]（2017年）メインMC
- 笑っていんじゃん（スカパー! ベターライフ529ch、2016年）メインM
- ショートコメディ演劇企画Short Show Shot!?TV（スカパー! ベターライフ529ch、2017年）メインMC

### ウェブ番組
- 街録ch〜あなたの人生、教えて下さい〜（YouTube番組）2021年

### テレビドラマ
- 走れ公務員!（フジテレビ、1998年10月13日 - 12月8日）
- お水の花道（フジテレビ、1999年1月6日-3月24日）
- 新宿暴走救急隊（日本テレビ、2000年10月14日 - 12月16日）
- 私を旅館に連れてって（フジテレビ、2001年4月11日 - 6月27日）
- スタアの恋（フジテレビ、2001年10月11日 - 12月20日）
- パセリ（独立UHF局系、2007年10月2日 - 12月25日）※奈良テレビ・TOKYO MXの放送日

### 映画
- 天使が降りた日 プロローグ（2005年）
- ほんとうにあった怖い話 怨霊2（2007年）
- パセリ（2008年）※テレビドラマを劇場版に編集
- CEO〜奪われた君の人生〜　(2016年8月 - 主演 相沢勇樹 役)
- BLUE FACE 〜君は僕から逃げられない〜　(2016年7月 - 主演 山本夏彦 役)
  - BLUE / FACEリターンズ　(2014年 - 主演 山本夏彦 役)
- COOL BLUE[6]（2011年11月）- (主演GENJI 役）

### オリジナルビデオ
- ミックスジュースな物語 (2006年)
- Song For Love（2009年）
- HONEY　TRAP　試された絆 〜君が教えてくれたコト〜(2014年)(主演 真島瑞貴役)

### 舞台
- 「Short Show Shot!?-the 4th.shot!?-」  （2017年 ゲスト出演)
- 「Short Show Shot!?-the Music #2-」  （2016年 ゲスト出演)
- 「Short Show Shot!?-the 3rd.shot!?-」（2016年 ゲスト出演)
- 「Short Show Shot!?-the Music #1-」  （2016年 ゲスト出演)
- 「Short Show Shot!?-the 2nd.shot!?-」（2016年 ゲスト出演)
- 「Short Show Shot!?-the 1st.shot!?-」（2015年 ゲスト出演)
- 「桜塚やっくん一周忌特別企画 新撰組伝・希章～最後の新撰組隊士の物語～」（2014年、主演 徳川夢春役)
- 「新撰組伝～新章・150年後最後の武士～」（2013年、主演 沖田信司役　共演 長井秀和/坂本ちゃん/畠山智妃(元SDN48)/美女♂men Z　他)
- 「よろしく哀愁」（2008年、企画・製作：よしもとクリエイティブ・エージェンシー）
- 「ハイスクールはダンステリア」（2008年、企画・製作：よしもとクリエイティブ・エージェンシー）
- 「ラストナンバー2009」（2009年、企画・製作：よしもとクリエイティブ・エージェンシー）
- 「BANG!GANG!」（2009年、企画・製作：よしもとクリエイティブ・エージェンシー）
- 「天国」（2010年、脚本：ブラジリィー・アン・山田、演出：成島秀和、企画・製作：AIM）座長

### ラジオ
- 岸田健作のallnightnippon-r（2000年 - 2001年、ニッポン放送）

### モデル
- アパレルブランドJURY BLACK(2009年)
- アパレルブランドSatan Note(2012年)

### CM
- 「シルバーアクセサリーブランド CROSSTEN」（2013年～）
- 「美肌どころBijou」（2013年～）

## 作品

### 書籍
- 『昨日、ホームレスになった。』岸田健作/宝島社刊(2012年)

## CD・DVD
CD
Ash Berry
- single「ストロベリーショートケーキ」(2019年)